# Kees Middelhoff
Cornelis Albertus Maria (Kees) Middelhoff (Purmerend, 26 november 1917 - Hilversum, 8 maart 2007) was een Nederlands radio-journalist en schrijver. Zijn journalistieke carrière begon in de oorlogsjaren bij Radio Herrijzend Nederland. Later werkte hij voor Radio Nederland Wereldomroep. In België is hij onder meer bekend van de radioreportages die hij van 1953 tot 2000 maakte als correspondent voor de Vlaamse omroep. Daarin deed hij verslag van actualiteiten in Nederland, die hij vaak in een bredere historische context plaatste. Rond dat thema schreef hij ook boeken en onder de naam Passepartout publiceerde hij in de Volkskrant. Ook leverde hij bijdragen voor diverse liturgische bladen. Thema's waren onder andere de katholieke kerk en kerkmuziek en de verhouding tussen Nederland en Vlaanderen in Europees perspectief. Voor zijn werk ontving hij Vlaamse, Belgische, Nederlandse en pauselijke onderscheidingen.

## Persoonlijk leven en gezin
Middelhoff trouwde in 1946 met Tine van de Sande, die hij in de oorlogsjaren ontmoet had bij de gemeentesecretarie van het Nederlandse Deurne, waar ze beiden ambtenaar waren. In die tijd, waarin het openbare culturele leven grotendeels stillag, hield hij literaire en muzikale bijeenkomsten bij mensen thuis, waarbij hij viool kon spelen, zijn grote hobby.
In latere jaren corrigeerde en verwerkte Van de Sande de artikelen van haar man. Ook werkte zij onder meer de integrale transcriptie van het Pastoraal Concilie te Noordwijkerhout uit en heeft ze van 1970 tot 2005 voor uitgeverij Gooi en Sticht liturgische literatuur en vele boeken vertaald, onder meer van Kübler-Ross. Zoon Joost Middelhoff (*1947-†2020) is ook journalist geworden en heeft jarenlang gewerkt voor Brandpunt en Kruispunt bij de KRO.
Op 8 maart 2007 overleed Kees Middelhoff op 89-jarige leeftijd. Tine van de Sande overleed op 8 juni 2010, ruim drie jaar na haar man, op haar 85e verjaardag.

## Loopbaan

### Vroege jaren
Na het doorlopen van gymnasium-alfa op Jezuïetenscholen, ging Middelhoff als volontair achtereenvolgens werken op de gemeentesecretarieën van Heemskerk, Zaandam en Leusden (Hamersveld). Zijn ideaal was, om op den duur burgemeester van een bij voorkeur kleine plaats te worden. In 1943 werd hij in Deurne ambtenaar aan de gemeentesecretarie en hoofd van de luchtbescherming, op voorspraak van Alex van Waijenburg. Deze was omroeper bij de Katholieke Radio Omroep en ondergedoken bij de Deurnese burgemeester Robert J.J. Lambooij.

### Radioloopbaan
In oktober 1944, na de bevrijding van Zuid-Nederland, ging Middelhoff op voorspraak van burgemeester Lambooij voor Radio Herrijzend Nederland werken, aanvankelijk vanuit Eindhoven, waar Philipspersoneel in het geheim een zender had gebouwd. Na de capitulatie op 5 mei 1945 verhuisde de omroep naar Hilversum en begin 1946 ging hij op in Radio Nederland Wereldomroep. Middelhoff volgde en bleef er tientallen jaren werken. Als coördinator van de buitendienst begeleidde hij de journalisten die de anderstalige uitzendingen van de Wereldomroep verzorgden. Later werd hij chef van de Nederlandse afdeling en bleef dat tot 1978.
Zijn eerste radioreportage voor de Belgische omroep NIR ging over de Watersnoodramp in 1953 in Zuidwest-Nederland. Naderhand volgden er vele onder de titel "Gesproken brief uit Nederland" en ook verzorgde Middelhoff wekelijkse bijdragen in het programma Actueel, tot hij daar eind 1999 mee stopte. Voor velen in Vlaanderen was hij een vertrouwde stem uit het "hoge noorden".
Voor dit werk werd hij in 1963 door koning Boudewijn benoemd tot ridder in de Orde van Leopold II en na nog twee onderscheidingen uiteindelijk eind negentiger jaren tot commandeur in de Orde van Leopold II.

### Vlaams-Nederlandse culturele samenwerking
Middelhoff werd actief in diverse Vlaams-Nederlandse organisaties, waarvan vooral het Algemeen-Nederlands Congres genoemd moet worden. Hij publiceerde jarenlang in Neerlandia en in Septentrion. Zijn bijdragen in de Volkskrant behandelden een breed scala aan historische onderwerpen op cultureel en politiek gebied, met een sterke historische inslag. Hij publiceerde onder de pseudoniemen Passepartout, Sandeman, Bodeman en Cees van Dinther.
Voor de Europese Gemeenschappen publiceerde hij over de Vlaams-Nederlandse overeenkomsten en verschillen. In het Vlaams cultureel centrum De Brakke Grond werkte hij mee aan vele colloquia rondom culturele overeenkomsten tussen Vlaanderen en Nederland.
In 2000 kreeg Middelhoff in Gent de Orde van de Vlaamse Leeuw uitgereikt voor zijn inzet voor de Vlaams-Nederlandse samenwerking.

### Cultuur en religie
Middelhoff was ridder in de Orde van de Heilige Gregorius, een belangrijke pauselijke onderscheiding. Voor zijn bijdragen over liturgische muziek in het Gregoriusblad kreeg hij het Kruis van verdienste van de Nederlandse Sint-Gregoriusvereniging. In het blad van het Bisdom 's-Hertogenbosch publiceerde hij ook, maar hij stopte daarmee na een conflict met bisschop Ter Schure over de vrijheid van kerkelijke journalistiek. Aanleiding was een artikel van Middelhoff over de Amsterdamse studentenpastor pater van Kilsdonk dat niet geplaatst mocht worden.